# Groupie (chanson)
Pour une personne qui admire un musicien voir Groupie
Singles de Bob Sinclar
F*** With You
(2012)
Groupie est une chanson du DJ et compositeur français Bob Sinclar sortie le 27 août 2012.  Groupie sort sous le label 541 et N.E.W., et distribué par N.E.W.S. La chanson est écrite par Errol Rennalls, Stavros Ioannou, Fiorenzo Carpi, Christophe Le Friant et par Linda Kiraly. Groupie est produit par Bob Sinclar. Le single se classe en France et en Belgique. Le clip vidéo, réalisé par Denis Thybaud, sort le 24 juillet 2012.

## Liste des pistes
Promo - Digital 541 / N.E.W.S. 
1. Groupie (Radio Edit) - 3:05

## Classement par pays
| Classement (2012)                       | Meilleure position |
| --------------------------------------- | ------------------ |
| France (SNEP)                           | 100                |
| France (Club 40)                        | 24                 |
| Belgique (Wallonie Ultratop 50 Singles) | 9                  |
| Belgique (Dance Chart)                  | 31                 |
| Hongrie (Single Top 40)                 | 5                  |